# مناظره پاریس
مناظره پاریس (انگلیسی: Disputation of Paris)، که به آزمایش و محاکمه تلمود نیز شهرت دارد، در دربار پادشاه فرانسه، لوئی نهم در سال ۱۲۴۰ به وقوع پیوست که علت آن اتهامات نیکولاس دونین به تلمود بود. دونین با یهودیت ربانی پاریس دارای اختلاف بود و توسط ربی یشیل پاریس طرد شده بود. بعد از ده سال طرد او به مسیحیت کاتولیک گروید. دونین بعد از مسیحی شدن به جنگجویان صلیبی ملحق شد و آنها را برای کشتن یهودیان تحریک کرد. در اثر این امر ۳۰۰۰ یهودی کشته شدند. در سال ۱۲۳۸ او به رم رفت و در نزد پاپ گریگوری نهم حاضر شد و از تلمود بد گفت. دونین ۳۵ بخش از تلمود را که به مریم و عیسی بد گفته بود به پاپ عرضه کرد. پاپ بعد از مطالعه به این نتیجه رسید که این اتهامات صحیح هستند و دستور داد تمام نسخ تلمود جمع‌آوری شده و سوزانده شوند. دستور پاپ دارای قدرت کافی در تمام فرانسه نبود. لوئی نهم پادشاه فرانسه دستور داد که خاخام‌های معروف فرانسه در یک مناظره با دونین شرکت کنند. در نتیجه این مناظره دونین پیروز شد و تمامی نسخ تلمود در فرانسه سوزانده شدند.